# 小行星8992
小行星8992}，即宽容小行星（8992 Magnanimity），是太阳系的小行星之一。其公转轨道位于火星和木星之间。

## 发现及命名
小行星8992于1980年10月14日由南京紫金山天文台发现。2001年10月9日，国际天文联合会（IAU）下属的小天体命名委员会（Committee on Small Body Nomenclature）发布公告，将小行星8990、小行星8991和小行星8992分别命名为同情（Compassion）、团结（Solidarity）和宽容（Magnanimity），以悼念2001年9月11日在美国纽约和华盛顿发生的九一一恐怖袭击事件中的罹难者和受害者。小行星8992被命名为宽容（Magnanimity）的原因是希望世界人民能宽容的对待像九一一这样的恐怖袭击，并希望所有正义的力量都能不以复仇为目而抵抗恐怖主义。